# Abel Rufino
Abel Rufino (Buenos Aires, República Argentina, 9 de desembre de 1896 - [...?]) fou un compositor argentí.
donà el seu primer concert el 1913. se li deuen més de 50 composicions musicals de tots els gèneres: romances per a piano, piano i violí, piano i violoncel; cants escolars, danses, sonates i simfonies, algunes d'elles executades en públic amb bon èxit.